# Wachstumsinitiative Süderelbe
Die Wachstumsinitiative Süderelbe AG wurde auf Initiative von Sparkassen, Landkreisen/Kommunen und Unternehmen aus den Bundesländern Niedersachsen und Hamburg im Dezember 2004 als Kleine Aktiengesellschaft gegründet und ist als Public-Private-Partnership organisiert. Zu ihren Zielen zählen „Wirtschaftswachstum, Wertschöpfung sowie die Schaffung von Arbeitsplätzen.“
Die Anteile der Gesellschaft werden von knapp 100 Aktionären gehalten (Stand: August 2019). Olaf Krüger ist seit dem 1. Januar 2015 Vorstand der Gesellschaft. Christoph Birkel ist Vorsitzender des Aufsichtsrates, dem u. a. auch Manfred Nahrstedt oder Michael Roesberg angehören. Hauptsitz der Gesellschaft ist in Hamburg-Harburg.
Die Projekte und Netzwerke der Süderelbe AG reichen über Stadt-, Kreis- und Bundesländergrenzen hinaus. Aktivitäten, die von der Süderelbe AG initiiert wurden bzw. umgesetzt oder begleitet werden:
- Citymanagement Harburg (bis April 2012)
- Ernährungsinitiative foodactive e.V.
- Hafenverbund Elbe-Seitenkanal
- Landesinitiative Niedersachsen Aviation
- Logistik-Initiative-Hamburg
- Masterplan City Harburg
- MORE AERO (Mobiles Flugzeugrecycling)
- Regional- und Netzwerkmanagement Logistik (bis 2014)
- „Reife Leistung! Süderelbe packt an“ (bis 2013)
- stade-project 2021, „chemcoastpark stade“
- Smart Region
- Talentschmiede U20
- Wirtschaftsdelta 2015 (Raum Walsrode–Bad Fallingbostel–Bomlitz, bis 2014)

## Geschäftsbereich Clusterentwicklung
In den Bereichen Arbeitskräfte/Qualifizierung, Hafen und Logistik, Ernährungswirtschaft, Luftfahrt sowie Standortmanagement ergänzt die Gesellschaft mit ihrer an Clustern ausgerichteten Arbeit die klassische Wirtschaftsförderung in der Region:
In der Ernährungswirtschaft unterstützt die Süderelbe AG (meist mittelständische) Unternehmen bei der Steigerung ihrer Wettbewerbsfähigkeit. „foodactive“ wird in den Landkreisen Harburg, Lüneburg, Stade, Uelzen und Lüchow-Dannenberg umgesetzt.
Mit der Geschäftsstelle Süd vertritt die Süderelbe AG die südliche Metropolregion Hamburg im Rahmen der Aktivitäten der Logistik-Initiative Hamburg.
Das „Regional- und Netzwerkmanagement Logistik“ soll die Rahmenbedingungen für innovative und nachhaltige Logistikdienstleistungen verbessern. Es ist ein Projekt der Wirtschaftsförderungen der Landkreise Cuxhaven, Harburg, Lüneburg, Heidekreis, Stade und Uelzen sowie der Süderelbe AG. Zur Umsetzung wurde eine Anschubfinanzierung über den Europäischen Fonds für regionale Entwicklung (EFRE) bereitgestellt.
Die Positionierung der südlichen Metropolregion Hamburg im nationalen und internationalen Standortwettbewerb gehört zu den Hauptaufgaben der Süderelbe AG.
Die Süderelbe AG hat die bundesweit agierende Supply Chain Excellence Initiative (SCE) mit initiiert. Seit 2015 ist die Süderelbe AG verantwortlich für die Umsetzung des Programmbüros Nord. Die SCE hat das Ziel, die Unternehmen in der Luftfahrtzulieferindustrie im Strukturwandel zu begleiten und zu unterstützen und insbesondere die globale Wettbewerbsfähigkeit am Luftfahrtstandort Deutschland weiter zu steigern.
Das internationale ZIM-Kooperationsnetzwerk für nachhaltige Verpackungslösungen und -Materialien bio2pack hat das Ziel, ein Lösungsportfolio für den Einsatz von natürlichen Rohstoffen in ökologisch, nachhaltigen Materialien aufzubauen und sich so aktiv den Herausforderungen nach leistungsfähigen, ökologisch vertretbaren Verpackungs- und Materialalternativen zu stellen.
Das „Kompetenzzentrum Neue Materialien und Produktion - KNMP“ ist eine Initiative in der südlichen Metropolregion Hamburg, die kleinen und mittelständischen Unternehmen (KMU) die Zugänge zu Neuen Materialien und deren Verarbeitung erleichtert und gleichzeitig die Entwicklung neuer Produktionstechniken für Leichtbaumaterialien unterstützt.

## Geschäftsbereich Immobilien
Mit dem Geschäftsbereich Immobilien bietet die Süderelbe AG Unternehmen, Projektentwicklern und Investoren die Entwicklung und den Vertrieb von Gewerbe- und Logistikflächen, innerstädtischen Immobilien und Investments in der südlichen Metropolregion Hamburg an. Zudem sucht der Geschäftsbereich für Unternehmen den Standorte, vermittelt Grundstücke, führt Nutzer und Investoren zusammen, begleitet Kaufverhandlungen und unterstützt Planungs- sowie Genehmigungsprozesse mit den zuständigen Behörden. 2011 wurde ein „Marktbericht über die Industrie- und Gewerbeflächennachfrage im Hamburger Süden“ herausgegeben. Seit 2005 wurden „237 Hektar Grundstücksfläche und rund 317.000 Quadratmeter Bruttogeschossfläche vermarktet“.
Im Jahr 2017 konnte durch die Süderelbe AG das in Kooperation mit der Niedersächsischen Landgesellschaft NLG und der Samtgemeinde Zeven-Elsdorf entwickelte rd. 28 ha große Gewerbe- und Logistikgebiet „LogIn Park Elsdorf“, direkt an der Bundesautobahn A1, Anschlussstelle Zeven/Elsdorf, gelegen in nur fünf Monaten komplett vermarkt werden. Eine Erweiterung um rd. 22 ha ist derzeit in Planung.
Im September 2019 wurde erstmals ein Immobilienmarktbericht für die gesamte Süderelbe-Region veröffentlicht. Berücksichtigt wurden in den Landkreisen Stade, Harburg, Lüneburg und dem Bezirk Hamburg-Harburg die Assetklassen Wohnen und Logistik.

## Besonderes
Im Oktober 2006 ist die Süderelbe AG beim bundesweiten Wettbewerb zu interkommunaler Kooperation „kommKOOP“ als „beispielgebend“ ausgezeichnet worden. Die Aktiengesellschaft konnte sich unter 167 Regionen bundesweit durchsetzen. Das Bundesministerium für Verkehr, Bau und Stadtentwicklung und das Bundesamt für Bauwesen und Raumordnung hatten den Wettbewerb im Mai 2005 ausgeschrieben.
Die Luft- und Raumfahrtinitiative des Landes Niedersachsen „Niedersachsen Aviation“ ist 2011 mit „sehr gut“ evaluiert worden. Das Innovationszentrum Niedersachsen bewertete die Arbeit der Initiative mit 34 von 35 möglichen Punkten. Die Landesinitiative wird realisiert durch ein Projektkonsortium aus der LogisticNetwork Consultants GmbH und der Süderelbe AG.
Das so genannte „Hesse-Gutachten“ von Joachim Jens Hesse hebt die Süderelbe AG als ein Beispiel regionaler Kooperation hervor: „Die Kooperation leistet bereits heute einen wesentlichen Beitrag zu Professionalisierung und Vernetzung der regionalen Wirtschaftsförderung und Regionalentwicklung und verzeichnet zahlreiche Ansiedlungserfolge.“